# The Raven Age
The Raven Age — это английская метал группа, основанная в Лондоне в 2009 году гитаристами Джорджем Харрисом и Дэном Райтом. Харрис является сыном Стива Харриса, басиста группы Iron Maiden.

## История
В 2014 году группа записала и выпустила свой первый одноименный EP, а затем сопровождала группы Стива Харриса British Lion и Tremonti в отдельных турах. Затем группа сопровождала Iron Maiden в их мировом туре The Book of Souls World Tour в 2016 году.  2 августа 2016 года группа анонсировала свой дебютный альбом Darkness Will Rise, который должен был выйти в свет в декабре 2016 года, но вместо этого был выпущен в марте 2017 года. Группа сопровождала Anthrax в их европейском туре Among The Kings European Tour в 2017 года. Затем они поддержали Killswitch Engage и Tremonti в их турах в 2018 году.  Группа выпустила свой второй альбом, Conspiracy, 8 марта 2019 года. Conspiracy был просмотрен более 130,000 раз на YouTube на момент 12 июня 2019 года. 

## Участники

### Действующие участники
- Джордж Харрис - гитары (с 2009)[11]
- Мэтт Кокс - бас, бэки (с 2012)
- Джей Пател - ударные (с 2013) [12]
- Мэтт Джеймс - ведущий вокал (с 2018)
- Томми Джентри - Гитары (2015, с 2022)

### Бывшие участники
- Майкл Бурро - ведущий вокал (2013-2017) [13]
- Дэн Райт - гитары (2009-2017)
- Тони Маю - гитары (2017-2022)

## Дискография

### Студийные альбомы
- Darkness Will Rise (2017)
- Conspiracy (2019)
- Blood Omen (2023)

### Сборники
- Exile (2021)

### Мини-альбомы
- The Raven Age (2014)

### Синглы
- Salem's Fate (2017)
- Surrogate (2018)
- Betrayal of the Mind (2018)
- The Day the World Stood Still (2019)
- Fleur de Lis (2019) [14]
- No Man's Land (2021)
- As the World Stood Still (2021)
- Wait For Me (2021)
- Parasite (2023)
- Serpents Tongue (2023)
- Forgive & Forget (2023)
- The Guillotine (2024)